# Branche Spéciale (Malaisie)
Branche Spéciale (Cawangan Khas) est un service de renseignements de la Malaisie.

## Administration
La Branche Spéciale avait initialement pour modèle le Special Branch du Royaume-Uni.
Ses départements actuels sont :
- Renseignement technique
- Renseignement social
- Renseignement extérieure
- Renseignement politique
- Renseignement économique
- Renseignement de sécurité
- Administration
- Secrétariat & Analyses

## Activités
Un ancien prisonnier, Raja Petra Kamarudin, a dit : Il est étonnant qu'ils aient été en mesure de prendre toutes ces photos de moi sans que je m'en rende compte. Ça m'a fait me demander s'ils avaient des photos de moi et de ma femme dans ma chambre en train de faire … Eh bien, vous savez quoi … C'était comme s'ils avaient été présents dans la salle de réunion, avaient participé à la réunion, et enregistré toute la session.
Il a déclaré aussi que la Branche spéciale avait réussi à infiltrer la hiérarchie de plusieurs partis politiques du pays.

## Source
- (en) Cet article est partiellement ou en totalité issu de l’article de Wikipédia en anglais intitulé « Malaysian Special Branch » (voir la liste des auteurs).